# Венг (Кельбаджарский район)
Венг (азерб. Vəng, от арм. վանք — «монастырь» или пехл. vāng / vang — «звук», перс. vang‎ — «внезапный очень громкий шум»), ранее в советских русскоязычных источниках — Ванк, — село в сельском административно-территориальной округе Баглыпея Кельбаджарского района Азербайджана на реке Тертер, относительно недалеко от горы Буздух. На территории села находится средневековый армянский монастырь Дадиванк.

## История

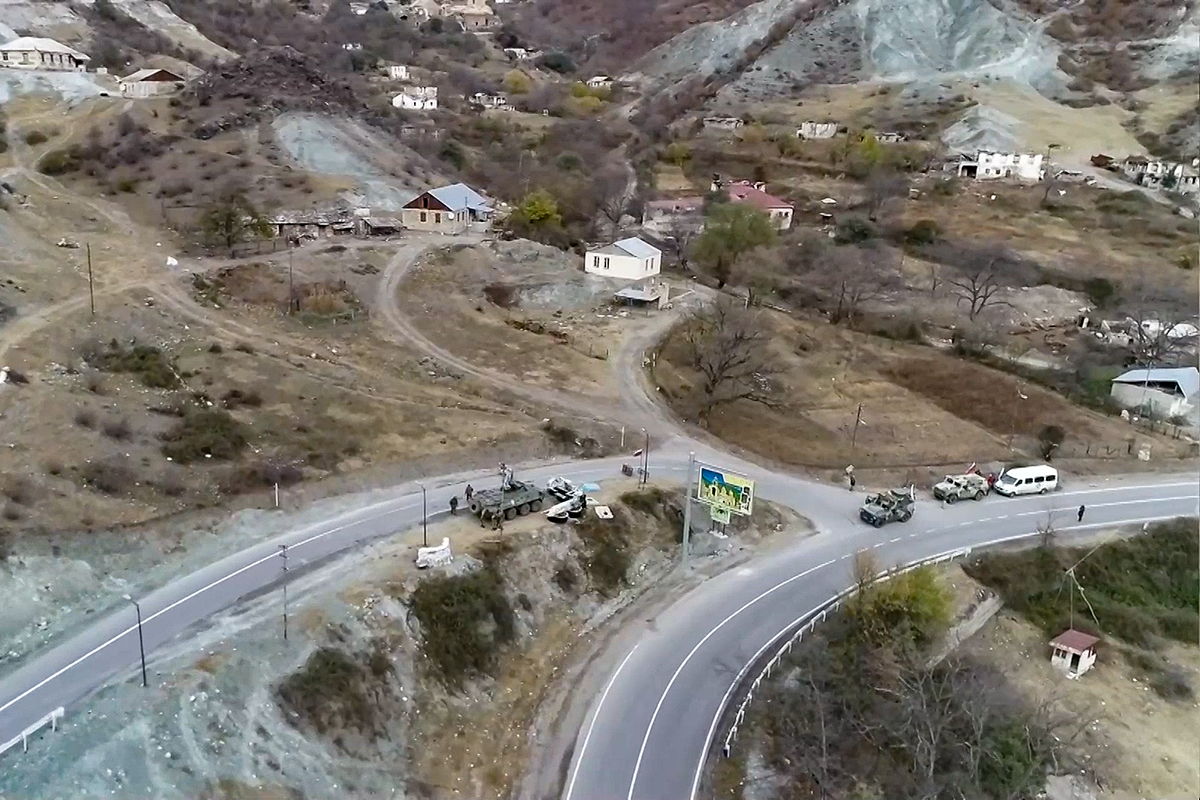
Наблюдательный пост № 23 российского миротворческого контингента на повороте с дороги Варденис (Армения) — Ханкенди (непризнанная НКР, Азербайджан) на монастырь Дадиванк (снимок 25 ноября 2020 года).

8 августа 1930 года был образован Кельбаджарский район Азербайджанской ССР.
Согласно Энциклопедическому словарю топонимов Азербайджана, село было основано в 1942-43 годы семьями, переселившимися из села Маласлар, на тот момент существовавшего в районе. Согласно этому словарю, по информации, полученной от местных жителей, основатель бывшего села Маласлар — Малас некогда переселился из села Кёланы.
На 1977 год село по-русски называлось Ванк и, так же как и село Баглыпея, являлось одним из сёл Агдабанского сельсовета Кельбаджарского района.
После принятой Верховным Советом Азербайджанской Республики Деклорации «О восстановлении государственной независимости Азербайджанской Республики» от 30 августа 1991 года, 18 октября того же года был принят Конституционный акт «О государственной независимости Азербайджанской Республики». В настоящее время село Венг входит в состав сельского административно-территориального округа Баглыпея Кельбаджарского района Азербайджана. 
Во время Первой карабахской войны в начале 1990-х годов в Кельбаджарском районе велись боевые действия. В 1993 году село было занято армянскими вооружёнными формированиями и таким образом попало под контроль непризнанной Нагорно-Карабахской Республики (НКР), в результате чего азербайджанское население полностью покинуло эти места. Согласно административно-территориальному делению непризнанной Нагорно-Карабахской Республики входило в Шаумяновский район НКР и именовалось Дадиванк (арм. Դադիվանք).
Согласно подписанному в ночь с 9 по 10 ноября 2020 года заявлению между Азербайджаном, Арменией и Россией, положившему конец Второй карабахской войне, Армения обязалась вывести вооружённые силы из Кельбаджарского района и вернуть его под контроль Азербайджана до 15 ноября (позднее по просьбе армянской стороны срок был продлён до 25 ноября). Заселившее село с 1993 года армянское население массово покинуло его; при этом исход сопровождался уничтожением гражданской инфраструктуры с целью, чтобы она не досталась Азербайджану. 25 ноября Кельбаджарский район был возвращён под контроль Азербайджана. 28 ноября Министерство обороны Азербайджана распространило видеорепортаж из села Венг и монастыря Дадиванк. Согласно достигнутым договорённостям военнослужащие Азербайджанской Республики беспрепятственно допускали паломников из Нагорного Карабаха на территорию монастыря в сопровождении российских миротворцев. Для обеспечения безопасности один из наблюдательных постов российского миротворческого контингента был расположен в непосредственной близости от архитектурного комплекса. Одновременно российские миротворцы равно обеспечивали безопасность и при посещении монастыря представителями албано-удинской христианской общины Азербайджана. До 15 марта 2021 года на официально публикуемых Министерством обороны Российской Федерации картах село Ванк было показано внутри границы зоны ответственности российского миротворческого контингента, начиная с 16 марта 2021 года на этих ежедневно публикуемых картах село показывается как находящееся непосредственно на границе территории, которая находилась под контролем Азербайджана и зоны ответственности российского миротворческого контингента.
По итогам боевых действий в сентябре 2023 года Азербайджан восстановил контроль над Карабахом. 12 июня 2024 годы завершился вывод российского миротворческого контингента из Карабаха.